# Retourvloot

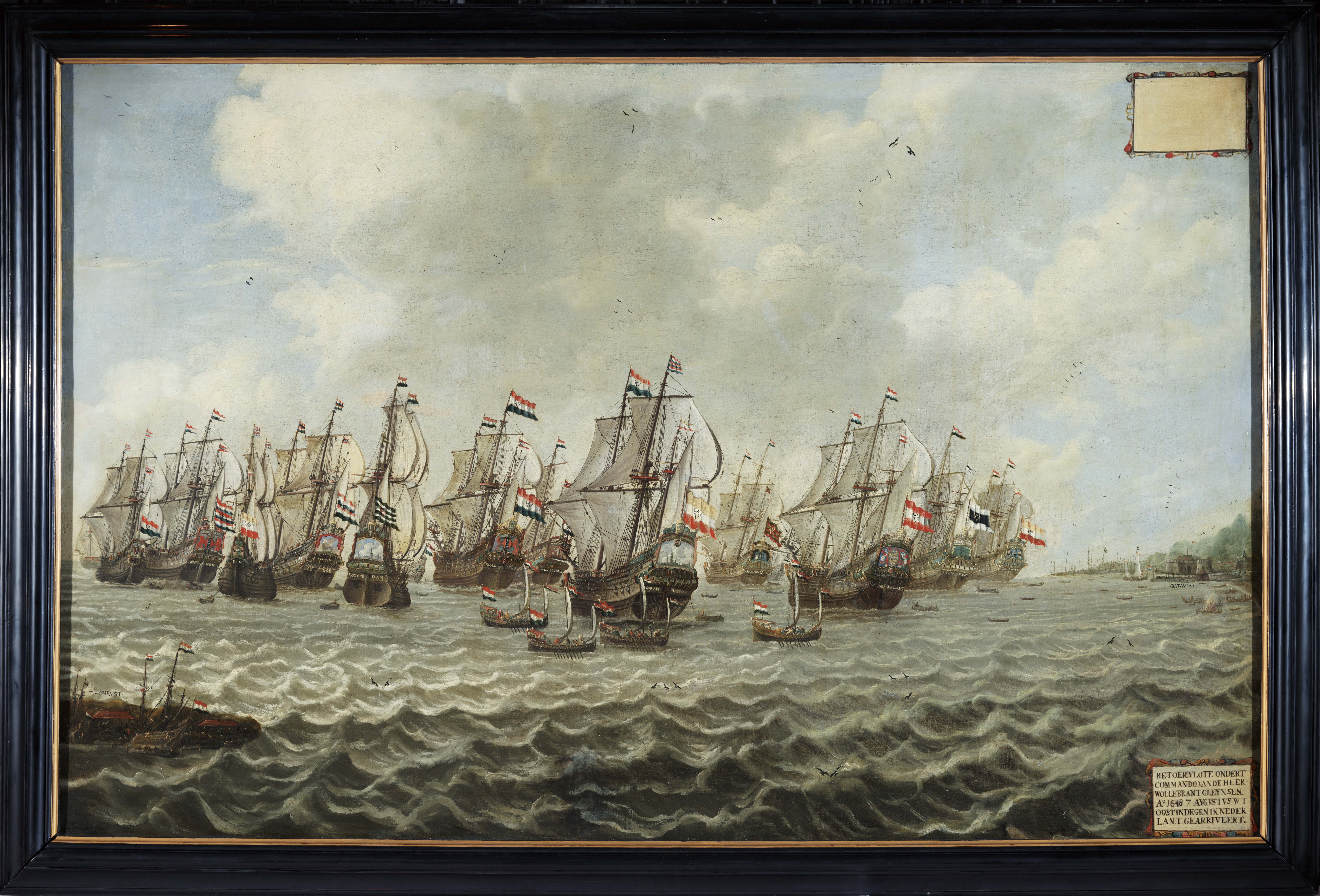
De retourvloot van Wollebrand Geleynsz de Jongh vertrekt uit Batavia in januari 1648.

De retourvloot was de vloot van schepen van de VOC die vanuit Azië terug naar Nederland voer, volgeladen met daar verkregen goederen voor de Europese markt.

## Rendez-vous
In de vroegste periode van de VOC voeren schepen terug naar Nederland zodra hun ruim vol was, maar om versnippering en inefficiëntie tegen te gaan was sinds 1619 Batavia het rendez-vous in Azië, ofwel de centrale stapelmarkt en overslaghaven, zoals de Republiek dat was in Europa. In Batavia zetelde ook het centraal bestuur in Azië: de gouverneur-generaal en de Raad van Indië, ook wel de Hoge Regering genoemd. Van overal in Azië werden goederen naar Batavia vervoerd en opgeslagen, waarna ze of elders in Azië werden verhandeld, of met een retourvloot naar Nederland gebracht. Door in konvooi te varen hadden de schepen meer kans het thuisland veilig te bereiken. Later vertrokken er ook retourvloten vanuit andere locaties, met name vanuit Galle in Ceylon, met producten uit de westelijke regio, en uit Bengalen en Kanton met producten uit die regio's. Voor iedere retourvloot werd een bevelhebber aangesteld met de titel admiraal of commandeur. Dit was een hooggeplaatste VOC-medewerker die repatrieerde. Zijn aanstelling was een beloning voor bewezen diensten. Na aankomst in de Republiek moest hij verslag uitbrengen in de vergadering van de Heren XVII, waar hij een gouden keten met penning kreeg uitgereikt. Daarna bracht hij ook verslag uit in de vergadering van de Staten-Generaal.

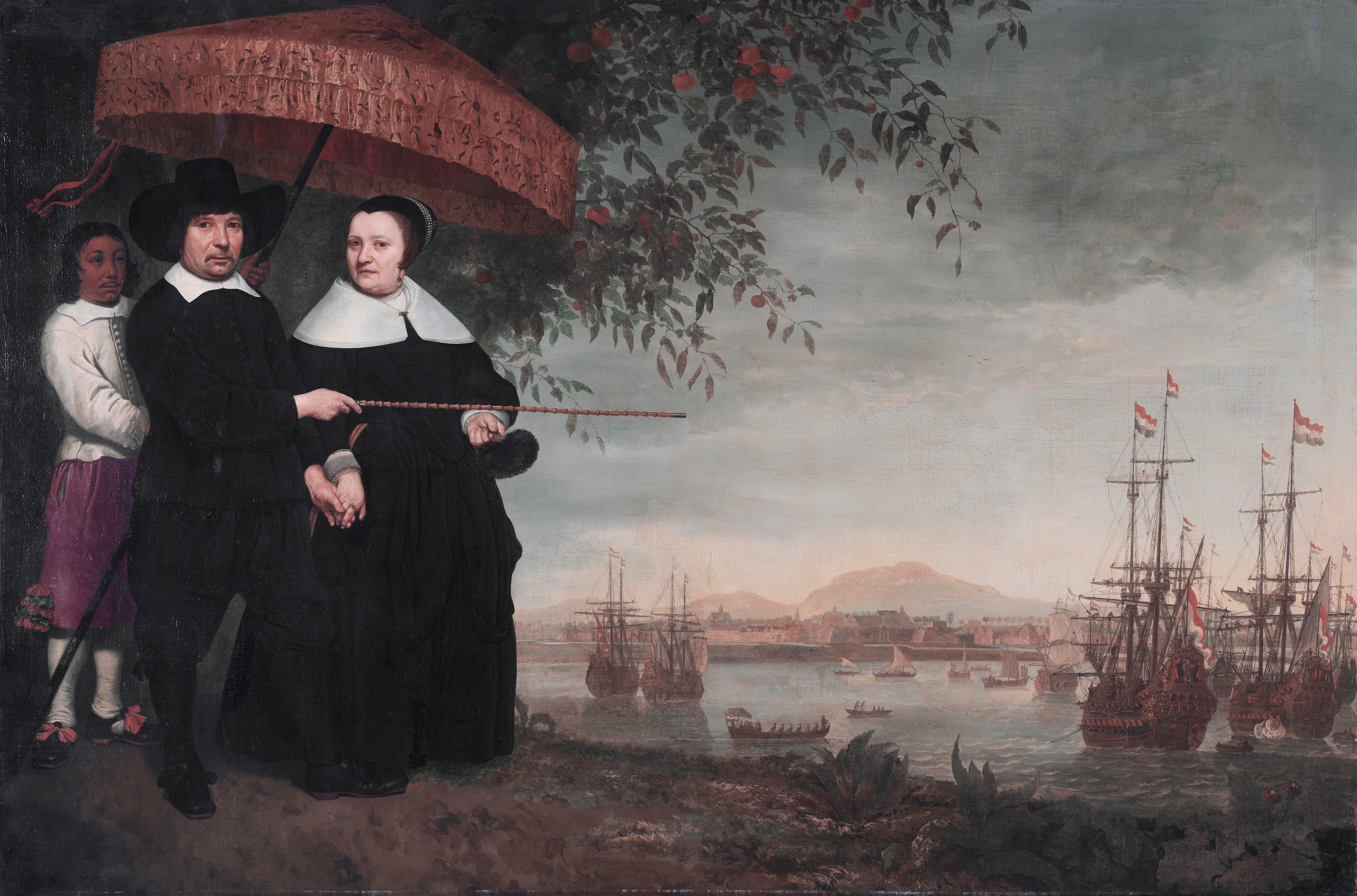
De retourvloot van 1641 op de rede van Batavia. Links vermoedelijk de commandeur Jakob Martensen die de vloot thuisbracht als opvolger van de onderweg overleden Barent Pietersz. Grotenbroek.

Na 1700 was het in Azië niet zo belangrijk meer om in konvooi te varen, maar voor de veiling van de goederen in de Republiek was een regelmatige en voorspelbare aankomst van belang, dus wachtten de schepen op elkaar aan de Kaap de Goede Hoop, en vervolgens op instructies vanuit de Republiek, om samen het tweede deel van de tocht te beginnen. Aan de Kaap kon ook vers proviand worden ingeslagen. Vanaf 1742 wilden de Heren XVII dat er niet meer dan twee retourvloten per jaar in de Republiek zouden arriveren.
De schepen waarmee gevaren werd waren vooral fluitschepen, en later in toenemende mate spiegelretourschepen van 500 tot 1000 ton, met een grote ladingcapaciteit en een aanzienlijke vuurkracht. In haar bestaan zond de VOC 4721 schepen naar Azië, waarvan er 3356 terugkeerden. De meeste schepen die niet terugkwamen bleven varen in het handelsnetwerk binnen Azië tot het einde van hun levensduur. Slechts een klein percentage verging onderweg. In totaal gingen er met de schepen bijna een miljoen VOC medewerkers naar Azië, waarvan slechts een derde terug kwam.
1640-1795 
| Jaren     | Uit | Terug | Jaren     | Uit | Terug |
| --------- | --- | ----- | --------- | --- | ----- |
| 1640–1650 | 165 | 93    | 1720–1730 | 382 | 318   |
| 1650–1660 | 205 | 103   | 1730–1740 | 375 | 311   |
| 1660–1670 | 238 | 127   | 1740–1750 | 314 | 235   |
| 1670–1680 | 232 | 133   | 1750–1760 | 291 | 245   |
| 1680–1690 | 204 | 141   | 1760–1770 | 292 | 233   |
| 1690–1700 | 235 | 156   | 1770–1780 | 290 | 245   |
| 1700–1710 | 280 | 193   | 1780–1790 | 276 | 195   |
| 1710–1720 | 311 | 244   | 1790–1795 | 119 | 75    |

## Over de Indische Oceaan naar de Kaap

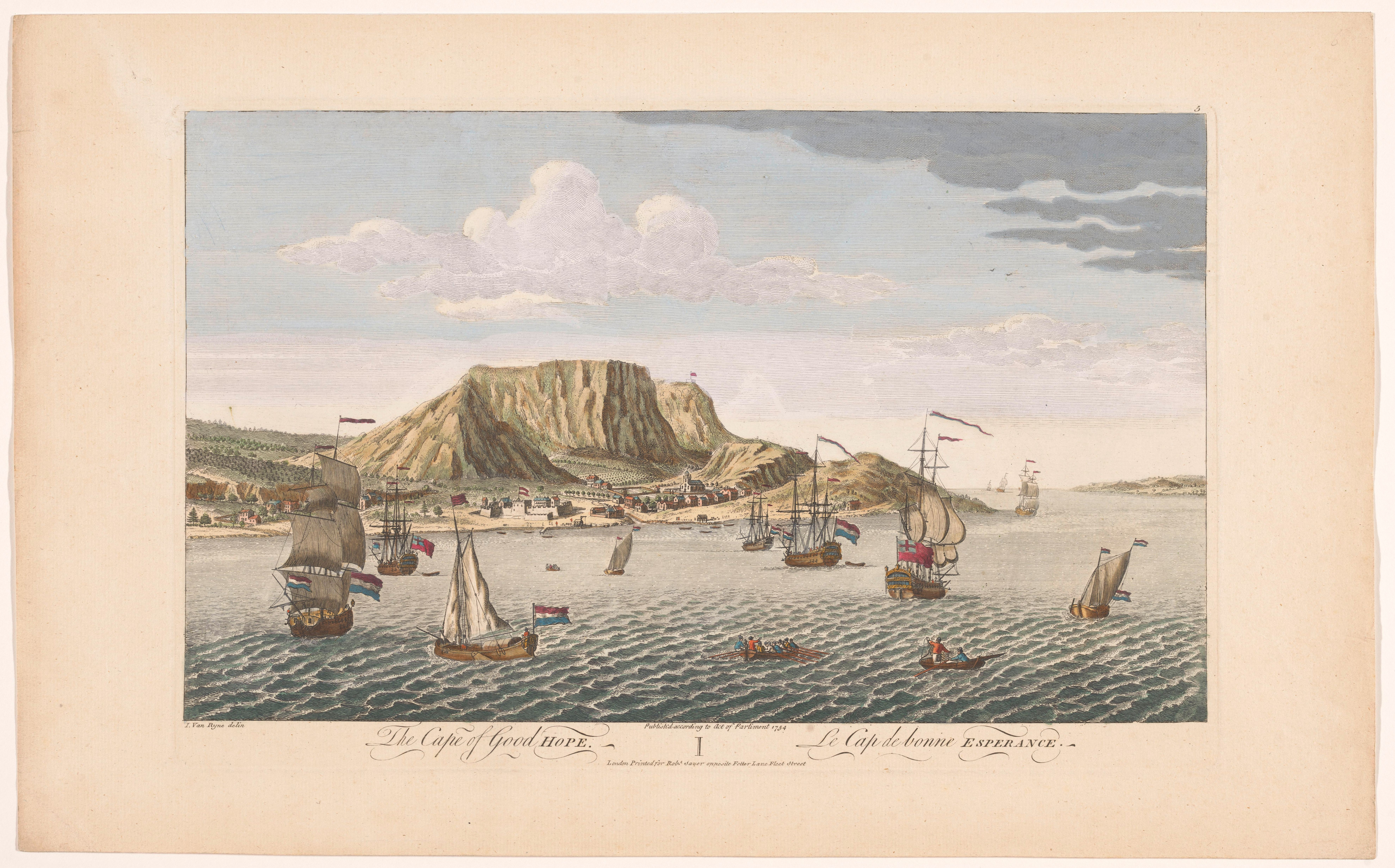
Kaap de Goede Hoop.

De terugreis naar Nederland was een gemakkelijker tocht dan de heenreis. De schepen konden de hele reis voor de wind varen, en ook de stromingen vloeiden allen in dezelfde richting. Ook rond de evenaar zorgde de stroming er voor dat de schepen door de zone van lage luchtdruk heen kwamen. Alleen het stuk tussen Mauritius en de Kaap de Goede Hoop kon in de periode januari tot maart gevaarlijk zijn vanwege cyclonen. Ook de toegang tot de Tafelbaai was berucht om schipbreuken, maar eenmaal binnen was men veilig. De gemiddelde reisduur tot aan de Kaap was 3 maanden. De gemiddelde verblijfsduur aan de Kaap was een maand. De bemanning van de schepen was meestal maar een derde van die van de heenreis. Voldoende om het benodigde werk te doen.

## Van de Kaap naar huis
Vanaf de Kaap koersten de schepen ten oosten van Sint-Helena en daarna met volle zeilen noordwestelijk langs de Azoren en dan richting het Kanaal. Vanaf 1628 moesten ze van de Heren XVII om Schotland heen varen, om de Duinkerker kapers te vermijden en de schepen ook geen gelegenheid te geven Engelse havens aan te doen. Men was bang voor particuliere handel en de Engelse autoriteiten zorgden vaak opzettelijk voor vertragingen. Om de bezwaren van de bemanningen tegen deze langere route tegemoet te komen kreeg iedereen een paar maanden extra gage. In 1660 werd met de Admiraliteiten overeen gekomen dat enkele oorlogsschepen de vloot zouden begeleiden vanaf de Shetlandeilanden. De gemiddelde reisduur vanaf de Kaap was zo'n 4 maanden.

## Risico's

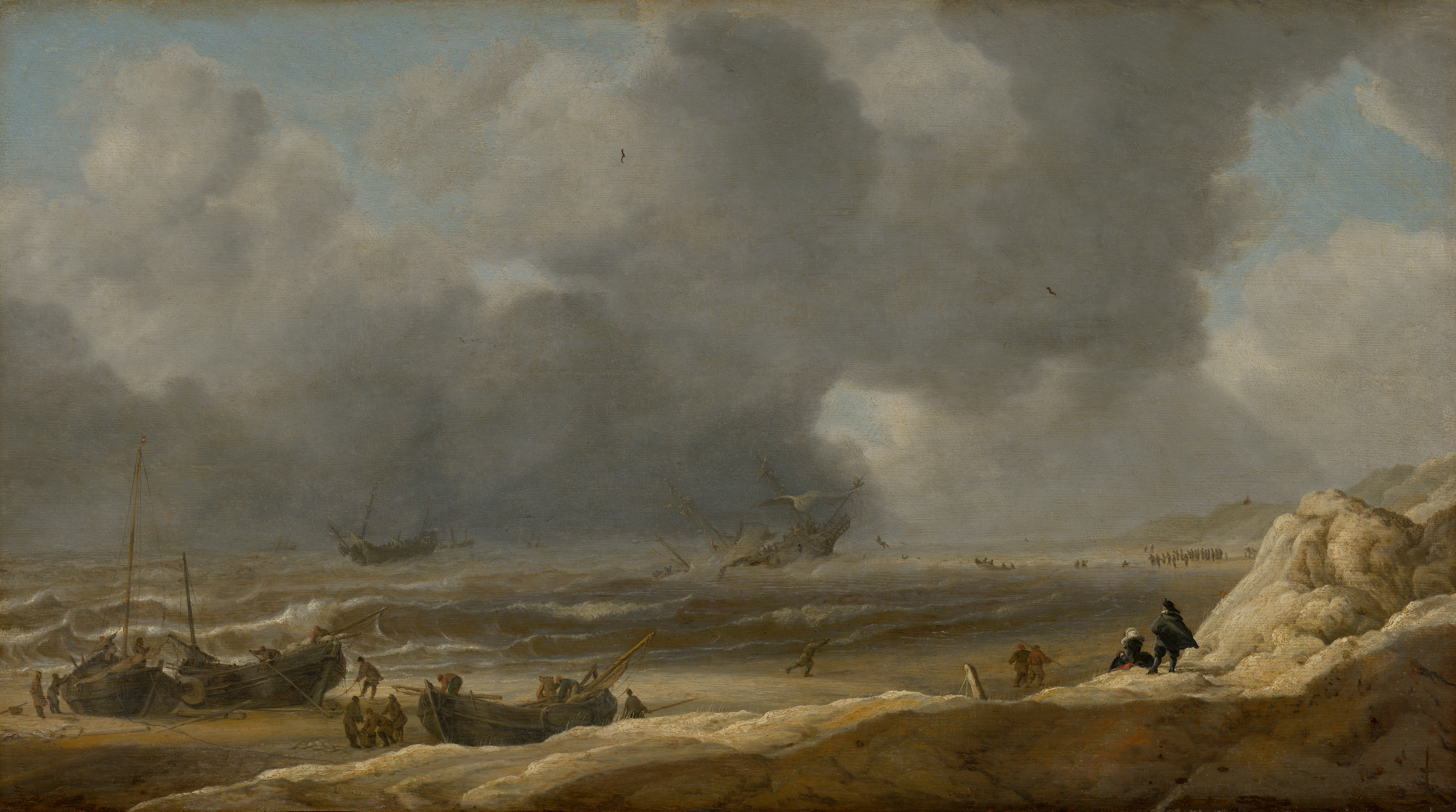
Schipbreuk op de kust.

De Oost-Indiëvaarders hadden meestal veel te lijden onder slijtage, zeker als ze ook deelnamen aan de inter-Aziatische handel. Aanwas van schelpdieren en zeepokken op de romp van de schepen ging continu door en ging ook ten koste van de snelheid. In Azië werd geen groot reparatiewerk verricht. Ook waren de schepen op de terugreis vaak zwaar- of zelfs overbeladen. Het aantal schepen dat de reis niet volbracht was daarom twee keer zo hoog als bij de heenreis. Toch waren het er maar 141 in de hele periode dat de VOC bestond. 72 gingen verloren in de Indische Oceaan, vooral rond Mauritius. 13 leden schipbreuk op de Hollandse en Zeeuwse kust. Ook oorlogshandelingen waren een risico. 28 schepen werden veroverd door de vijand, waarvan 24 door de Engelsen en de andere door de Portugezen en de Fransen. In totaal is maar 5 procent van de retourschepen van de VOC verloren gegaan aan schipbreuk of oorlog.
| Jaren     | Schipbreuk | Veroverd | % van het totaal | % van het totaal |
| 1602–1624 | 6          | 1        | 4,9              | 0,8              |
| 1625–1649 | 5          | 1        | 2,5              | 0,5              |
| 1650–1674 | 10         | 6        | 3,4              | 2                |
| 1675–1699 | 13         | 1        | 3,6              | 0,3              |
| 1700–1724 | 16         |          | 2,7              |                  |
| 1725–1749 | 44         |          | 6,3              |                  |
| 1750–1774 | 22         |          | 3,7              |                  |
| 1775–1795 | 25         | 19       | 5,3              | 4                |

| 1602–1699 | 34  | 9  | 3,4 | 0,9 |
| 1700–1795 | 197 | 19 | 4,5 | 0,8 |

## Inter-Aziatische handel

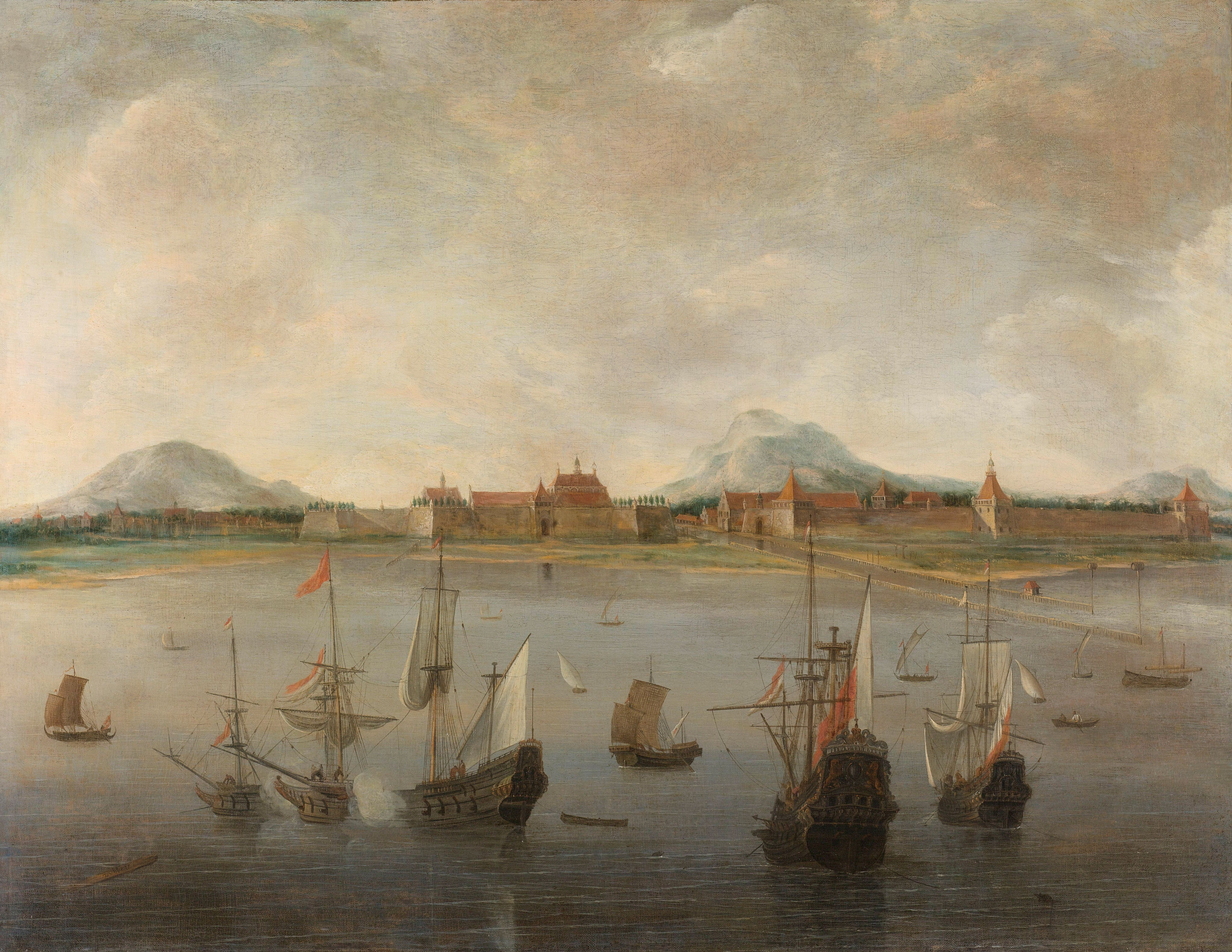
VOC schepen op de rede van Batavia.

In Azië waren Europese producten vaak niet gewild of te duur, zodat de schepen die naar Azië voeren geladen waren met ballast van bouwmaterialen en zwaar beveiligde kisten met gemunt en ongemunt zilver en goud, waarmee de Aziatische producten betaald werden. Daar kwam bij dat de bedrijfskosten van de VOC, in de vorm van garnizoenen, bestuursambtenaren, onderhoud van forten en militaire campagnes, steeds groter werden. Om de handel op Azië zichzelf zoveel mogelijk te laten bedruipen was een uitgebreid inter-Aziatisch handelsnetwerk opgezet, waarmee de VOC een belangrijke rol kwam te spelen in de distributie van goederen en de culturele uitwisseling tussen Europa, Perzië, India, Bengalen, de Indonesische archipel, China en Japan. Zo werd bijvoorbeeld Chinese en Bengaalse zijde in Japan geruild tegen goud, zilver en koper, waarmee men textiel kocht in India, die men in de archipel weer verhandelde voor specerijen voor de Europese markt en India. Dit handelsnetwerk was tot 1690 zeer winstgevend. In de periode 1640-1680 was de VOC in Azië niet alleen zelfvoorzienend, maar kon 20 procent van de retourladingen betaald worden met opbrengsten uit de handel in Azië. De aan de aandeelhouders uitgekeerde dividenden werden zelfs geheel gedekt door de in Azië gemaakte winst. Na 1690 leverde het handelsnetwerk echter verliezen op, die vanuit de Republiek moesten worden goedgemaakt. De inkomsten bleven wel licht stijgen, maar de uitgaven stegen nog meer. De oorzaak lag vermoedelijk in de steeds stijgende bedrijfskosten en de verstoring van de handel door regionale oorlogen in Perzië, India en Maleisië. De uitvoer van goud en zilver naar Azië was halverwege de 18de eeuw het zesvoudige van die in het begin van de 17de.
| Jaren     | Uitgaven    | Inkomsten  | Winst      | Verlies    |
| 1621–1630 | 17.400.000  | 18.300.000 | 900.000    |            |
| 1631–1640 | 16.400.000  | 28.400.000 | 12.000.000 |            |
| 1641–1650 | 27.000.000  | 37.400.000 | 10.400.000 |            |
| 1651–1660 | 38.400.000  | 40.700.000 | 2.300.000  |            |
| 1661–1670 | 41.500.000  | 57.900.000 | 16.300.000 |            |
| 1671–1680 | 44.900.000  | 47.300.000 | 2.400.000  |            |
| 1681–1688 | 35.700.000  | 38.700.000 | 3.000.000  |            |
| 1689–1700 | 69.000.000  | 58.700.000 |            | 10.300.000 |
| 1701–1710 | 55.800.000  | 44.300.000 |            | 11.500.000 |
| 1711–1720 | 63.400.000  | 54.200.000 |            | 9.200.000  |
| 1721–1730 | 58.200.000  | 44.900.000 |            | 13.300.000 |
| 1731–1740 | 74.900.000  | 54.200.000 |            | 20.700.000 |
| 1741–1750 | 81.800.000  | 70.000.000 |            | 11.000.000 |
| 1751–1760 | 82.700.000  | 74.600.000 |            | 8.100.000  |
| 1761–1768 | 67.000.000  | 49.200.000 |            | 17.800.000 |
| 1769–1780 | 88.500.000  | 58.400.000 |            | 30.100.000 |
| 1781–1790 | 100.400.000 | 50.000.000 |            | 50.400.000 |

## Opbrengst

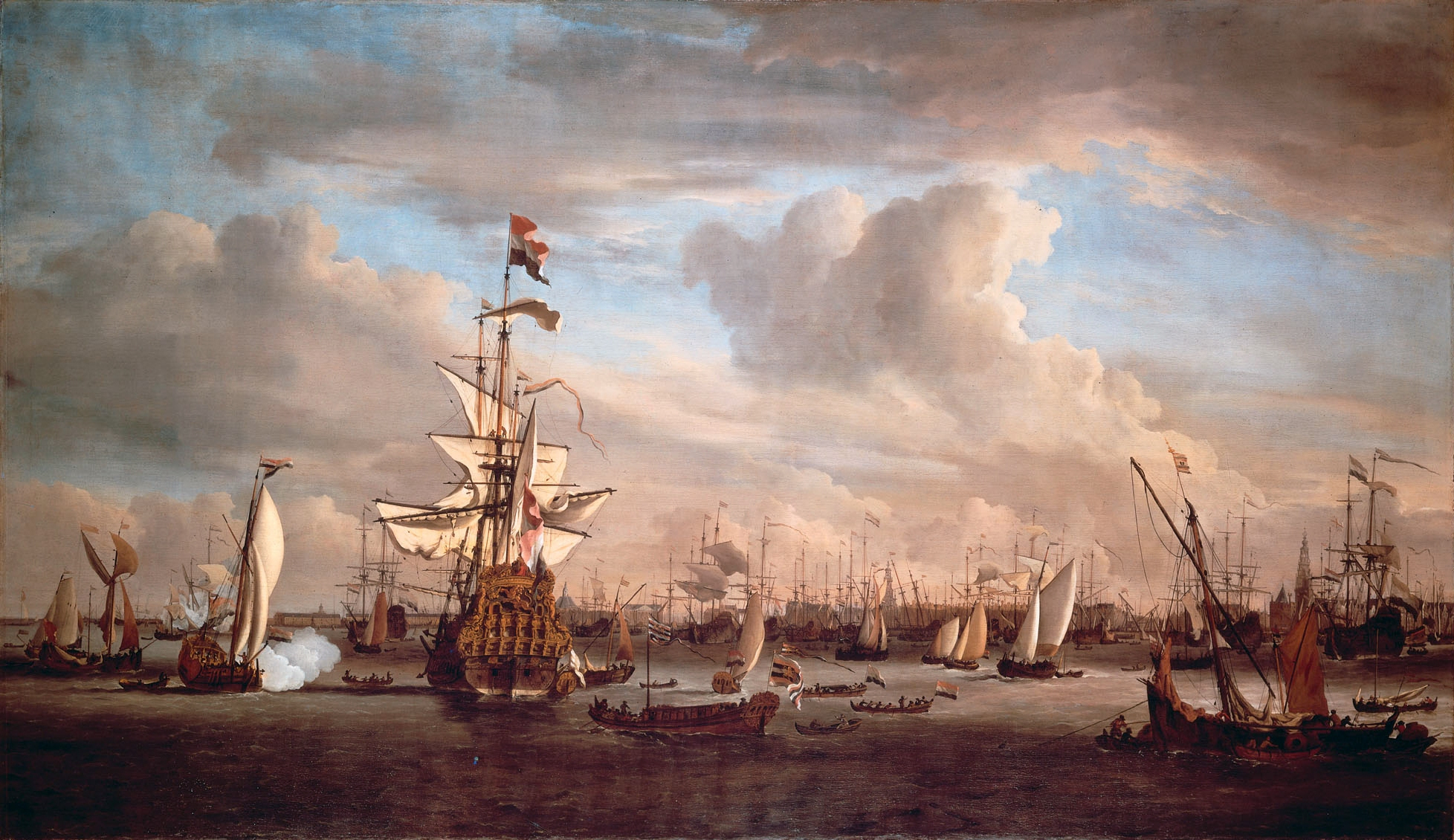
Schepen op het IJ.

In de beginjaren bestond de lading van de retourschepen vooral uit de fijne specerijen: peper, kruidnagels, nootmuskaat, foelie en kaneel. In de laatste vier, die alle op eilanden groeiden, verwierf de VOC door bondgenootschappen met de inheemse vorsten grotendeels een monopolie, waardoor, in combinatie met voorraadbeheer, het aanbod op de beperkte Europese markt gereguleerd kon worden. Het doel was een stabiele vaste prijs op een niveau waarop ook op de langere termijn winst gemaakt kon worden, maar niet zo hoog dat het concurrentie en smokkel stimuleerde of de afzet deed wegvallen. Later werd het aandeel van andere producten, met name koffie, thee en textiel, steeds groter. Omdat hier sprake was van concurrentie waren deze veel minder winstgevend. Het aandeel van de monopolieproducten daalde in de 18de eeuw tot ver onder de 10 procent. Door aanbodproblemen als gevolg van regionale oorlogen en natuurgeweld stegen echter de verkoopprijzen, dus bleef hier de grootste winst mee gemaakt worden. In de periode 1738-1740 maakten ze nog maar 6,1% van de totale inkoopwaarde van de retouren uit, maar in de waarde van de verkopen van de kamer Amsterdam (die ongeveer de helft van alle VOC goederen verkocht) 23,5%. Eind 18de eeuw waren die percentages 3% en 24%. Vandaar dat veel belang werd gehecht aan het handhaven van de monopolies. Na het uitbreken van de Vierde Engelse Zeeoorlog en nogmaals oorlog met Engeland tijdens de Franse bezetting van de Republiek stortte de handel in. Retourvloten konden jarenlang niet terugkeren of werden veroverd door de Engelsen. De VOC was steeds meer afhankelijk geworden van kortlopende leningen in plaats van aandelenkapitaal. Toen deze niet meer afbetaald konden worden moest een beroep worden gedaan op de staat, wat leidde tot staatstoezicht en aan het einde van de eeuw tot nationalisatie.
| Jaren     | Waarde |
| 1613-1620 | 7,4    |
| 1620-1630 | 15,3   |
| 1630-1640 | 21,6   |
| 1640-1650 | 25,6   |
| 1650-1660 | 26,8   |
| 1660-1670 | 31,4   |
| 1670-1680 | 33,7   |
| 1680-1690 | 45,3   |
| 1690-1700 | 44,2   |
| 1700-1710 | 55,1   |
| 1710-1720 | 65     |
| 1720-1730 | 87,2   |
| 1730-1740 | 68.9   |
| 1740-1750 | 72,3   |
| 1750-1760 | 88,2   |
| 1760-1770 | 89,9   |
| 1770-1780 | 78,1   |
| 1780-1790 | 55.6   |
| 1790-1795 | 19,7   |
| Totaal:   |        |
| 1613-1795 | 931,3  |

| Producten                                      | Percentage |
| Peper                                          | 29         |
| Kruidnagelen, nootmuskaat, kaneel en foelie    | 28,5       |
| Textiel, zijde en katoen                       | 24         |
| Overig, o.a. Salpeter, suiker, indigo en koper | 18,5       |

| Producten                                      | Percentage |
| Textiel, zijde en katoen                       | 28,5       |
| Thee en koffie                                 | 25         |
| Kruidnagelen, nootmuskaat, kaneel en foelie    | 23,5       |
| Overig, o.a. Salpeter, suiker, indigo en koper | 12         |
| Peper                                          | 11         |

## Betekenis voor de Republiek

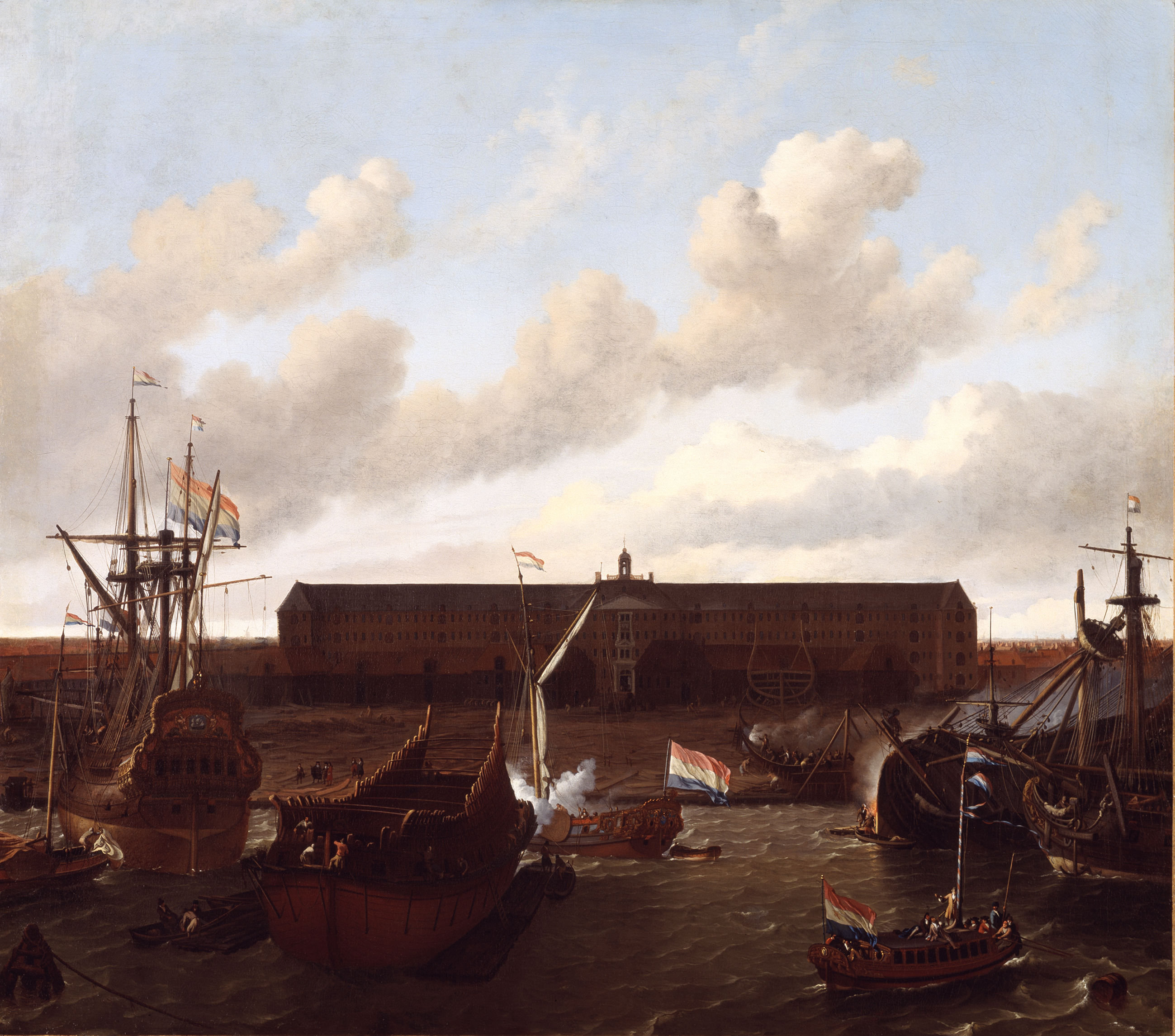
Scheepswerf van de VOC in Amsterdam.

In vergelijking met andere Europese grootmachten had de Republiek weinig grondgebied, weinig natuurlijke hulpbronnen en een kleine bevolking. Zij moest het vooral hebben van handel. De hegemonie van de Republiek in de wereldhandel in de periode 1580-1740 (in de hoogtijdagen was de helft van alle schepen op de wereldzeeën Nederlands) was te danken aan innovatie op het gebied van scheepvaart, handel en opslag, efficiency, kapitaalverwerving door middel van aandelen, het altijd inkopen van goederen bij de bron en de bevordering van Nederlandse handelsbelangen door de staat, wat voortkwam uit de nauwe banden tussen de VOC-bewindhebbers en de bestuurders van de Republiek.
De VOC was een succesvolle onderneming. In zijn bijna 200-jarig bestaan ontvingen de aandeelhouders een jaarlijks gemiddelde van 18 procent van het originele kapitaal. Een indrukwekkende prestatie over zo'n lange periode. Maar hoewel de vaart op Azië met zijn ontdekkingsreizen en exotische producten altijd tot de verbeelding heeft gesproken was de economische bijdrage van de VOC aan de welvaart in de Republiek niet zo groot als soms wordt gedacht. Geschat wordt dat 4% van de inkomende scheepvaart afkomstig was van de VOC. In waarde was het 13%. De Europese handel, zowel in bulk- als in hoogwaardige producten, en de opkomende industrie vormden het leeuwendeel van de Nederlandse economische activiteit.

## Retourvloten en haar inkoop in't kort

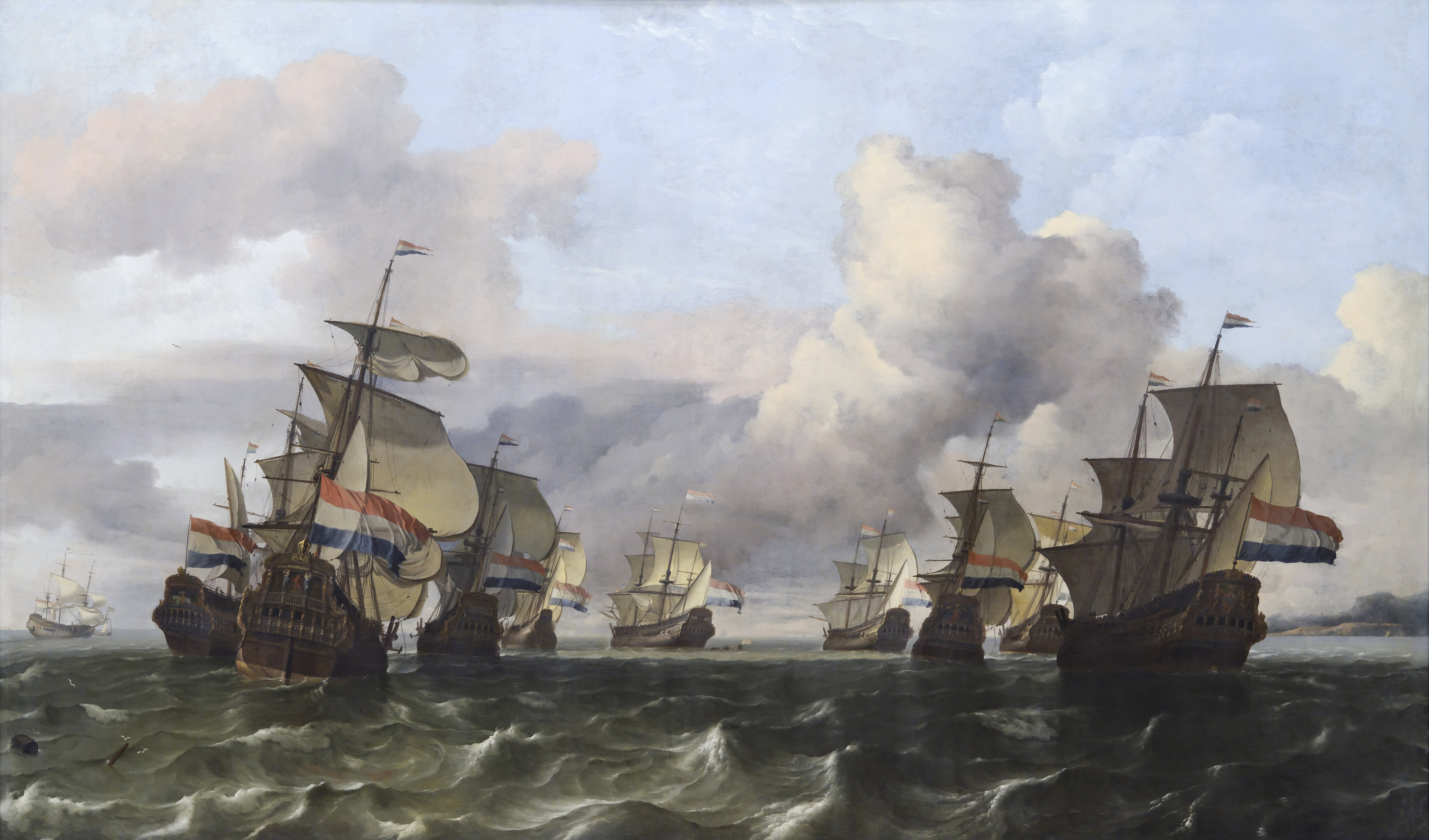
De retourvloot van Gijsbert David Strandwijk in 1677.

Francois Valentijn geeft in zijn boek 'Oud en Nieuw Oost-Indiën' naast een lange lijst, een korte lijst met retourvloten tot en met 1723. Later archiefonderzoek toont aan dat deze lijst niet compleet is, maar toch is hij historisch interessant, onder andere omdat de bevelhebbers genoemd worden. De inkoopbedragen zijn in guldens van toen. Het equivalent in euro's van nu is moeilijk te bepalen. Heel ruwweg kan een factor van 100 worden aangehouden.
Valentijn schrijft: 'Wij laten dan hier volgen een korte lijst van de Oostindische retourvloten der Nederlanders, bevattende de meeste namen van de oppergebieders, benevens 't getal der schepen, de juiste jaren waarin zij in Holland of Zeeland binnen gekomen zijn, mitsgaders den inkoop van iedere vloot.'
| Jaar | Bevelhebber | Aantal      | De inkoop of lading in guldens                                             |
| ---- | --- | ----------- | -------------------------------------------------------------------------- |
| 1597 | Cornelis Houtman, commies | 3           | met weinig voordeel wederom                                                |
| 1599 | Jacob van Nek, zeevoogt | 4           | vol Foelie, Nooten en Kaneel                                               |
| 1600 | Wybrand van Warwyk, zeevoogt. Jacob van Heemskerk, onderzeevoogt | 2 2         | vol Foelie, Nooten en Nagelen volladen                                     |
| 1601 | Steven van der Hagen, zeevoogt Pieter Both, zeevoogt Paulus van Caarden, zeevoogt                                                                                                 | 7 7 4       | vol Foelie, Noot en Nagel, &cc volladen met Peper, &cc                     |
| 1603 | Schuurmans Wolfert Hermansz Jacob van Nek | 5 3 2       | volladen met Speceryen, &cc volladen met Speceryen, &cc volladen met Peper |
| 1604 | Joris van Spilbergen, zeevoogt | 8           | volladen met Speceryen                                                     |
| 1605 | Jacob van Heemskerk, zeevoogt | 8           | volladen met Speceryen, Kaneel, en de lading van een Kraak                 |
| 1606 | Steven van der Hagen, zeevoogt Daniel van der Lecq | 4 3         | volladen met Nagelen, &c volladen met Peper, &c                            |
| 1607 | Wybrand van Warwyk, zeevoogt | 3           | volladen met Peper, &c                                                     |
| 1608 | Olivier van de Viver, onderzeevoogt Jan Willemsz Verschoor, opperhooft van Bantam Cornelis Matelief, zeevoogt                                                                     | 2 3 1       | volladen met Peper, &c volladen met Peper, &c volladen met Nagelen         |
| 1609 | Paulus van Caarden, zeevoogt | 4           | volladen met Speceryen, Damasten, &cc                                      |
| 1610 | | 1           | volladen met Nooten en Foelie                                              |
| 1611 | | 4           | dito met Peper, Indigo, Zyde, Cattoen en Diamanten                         |
| 1612 | | 1           | volladen                                                                   |
| 1613 | |             |                                                                            |
|      | |             | Dus verre den inkoop gegist op 13.100.000                                  |
| 1614 | | 2           | 433.526                                                                    |
| 1615 | Pieter Both, opperlandvoogt van Indiën | 5           | 511.672                                                                    |
| 1616 | | 5           | 566.063                                                                    |
| 1617 | Joris van Spilbergen, zeevoogt | 4           | 573.107                                                                    |
| 1618 | | 8           | 1.305.543                                                                  |
| 1619 | | 5           | 1.074.046                                                                  |
| 1620 | Laurens Reaal, opperlandvoogt van Indiën | 6           | 913.136                                                                    |
| 1621 | | 6           | 1.094.930                                                                  |
| 1622 | | 8           | 1.776.792                                                                  |
| 1623 | Jan Pietersz. Coen, opperlandvoogt v.Indiën | 8           | 1.301.909                                                                  |
| 1624 | | 6           | 832.835                                                                    |
| 1625 | Joan van Hasel, toen hooft der vloot | 4           | 983.460                                                                    |
| 1626 | Geen Huigen Schapenham (die van Batavia vertrok, dog in de Straat Zunda stierf) en Herman van Speult, uit Suratte in April 1626 vertrokken, die in Mocha in dit zelve jaar stierf | 10          | 1.926.018                                                                  |
| 1627 | Jan Willemsz. Verschoor, onderzeevoogt | 7           | 1.748.099                                                                  |
| 1628 | Pieter de Carpentier, opperlandvoogt v.Indiën | 7           | 2.050.367                                                                  |
| 1629 | | 7           | 1.132.267                                                                  |
| 1630 | Pieter van den Broek, directeur van Suratte | 9           | 2.841.215                                                                  |
| 1631 | Antoni van Diemen, ordinair Raad | 7           | 1.500.668                                                                  |
| 1632 | Dirck van der Lee, Secretaris der Hooge Regeering | 7           | 2.099.772                                                                  |
| 1633 | Jacob Specx, opperlandvoogt van Indiën | 7           | 1.861.409                                                                  |
| 1634 | Philip Lucasz, extraordinair Raad en landvoogt van Amboina | 7           | 1.947.269                                                                  |
| 1635 | Pieter Vlak | 6           | 2.050.036                                                                  |
| 1636 | Henrik Brouwer, opperlandvoogt van Indiën | 8           | 1.895.349                                                                  |
| 1637 | Hans Putmans, landvoogt van Tayouan | 8           | 2.673.200                                                                  |
| 1638 | Artus Gysels, extraordinair Raad en landvoogt van Amboina | 7           | 1.670.070                                                                  |
| 1639 | Reinier Deutecom, landvoogt van Amboina | 8           | 2.842.405                                                                  |
| 1640 | Nicolaas Koekebakker, Japansch opperhooft | 10          | 2.842.405                                                                  |
| 1641 | Barend Pietersz, directeur van Suratte | 10          | 2.906.116                                                                  |
| 1642 | François Caron, Japansch opperhooft | 9           | 3.485.191                                                                  |
| 1643 | Carel Hartsing, commandeur | 10          | 3.227.882                                                                  |
| 1644 | Antoni Caan, extraordinair Raad | 7           | 2.070.666                                                                  |
| 1645 | Paulus Crook, directeur van Suratte | 8           | 2.921.806                                                                  |
| 1646 | Maximiliaan la Mair | 9           | 2.529.610                                                                  |
| 1647 | Jeremias van Vliet, extraordinaar Raad en landvoogt van Malacca | 10          | 2.151.032                                                                  |
| 1648 | Cornelis Wollebrand Geleynsz | 12          | 2.073.630                                                                  |
| 1649 | Simon Pietersz | 9           | 2.243.106                                                                  |
| 1650 | Arent Barentsz Muykens, directeur van Suratte | 9           | 1.946.417                                                                  |
| 1651 | Cornelis van der Lyn, opperlandvoogt van Indiën | 11          | 2.699.991                                                                  |
| 1652 | Jan van Teylingen, opperkoopman | 11          | 2.813.437                                                                  |
| 1653 | Gerard Demmer, ordinaris Raad, Pieter Kemp, Landdrost | 8 8         | 2.974.809 1.770.429                                                        |
| 1654 | Huybert de Larese, opperkoopman | 4           | 3.790.34                                                                   |
| 1655 | Ryklof van Goens | 10          | 2.467.112                                                                  |
| 1656 | Gaspar van den Bogaarde, extraordinair Raad | 10          | 2.711.914                                                                  |
| 1657 | Matthys Crap, Equipagiemeester | 10          | 3.023.855                                                                  |
| 1658 | Joan Cuneus, ordinair Raad | 10          | 3.003.274                                                                  |
| 1659 | Isaäc Koedyk | 10          | 1.782.792                                                                  |
| 1660 | Pieter Starthemius, directeur van Bengale | 11          | 3.195.318                                                                  |
| 1661 | Andries Frisus, Secretaris der Hooge Regering | 9           | 2.133.790                                                                  |
| 1662 | Arnold de Vlaming van Outshoorn, ordinair Raad | 9           | 3.354.428                                                                  |
| 1663 | Herman Klenk van Odese, Advocaat Fiscaal van Indiën | 10          | 3.324.894                                                                  |
| 1664 | Dirk Jansz Steur, ordinair Raad | 12          | 2.528.824                                                                  |
| 1665 | Pieter de Bitter, commandeur | 13          | 3.648.491                                                                  |
| 1666 | Jacob Caeuw, commandeur | 7           | 1.124.180                                                                  |
| 1667 | Johan van Dam, extraordinair Raad, en Landvoogt van Amboina | 12          | 3.119.000                                                                  |
| 1668 | Jan van der Laan, sergeant Majoor op Ceylon | 16          | 3.155.682                                                                  |
| 1669 | Jan Thysz Payart, extraordinair Raad | 19          | 4.026.480                                                                  |
| 1670 | Mattheus van den Brouke, ordinair Raad | 19          | 5.024.149                                                                  |
| 1671 | Ysbrand Godsken, directeur van Persiën | 18          | 5.186.414                                                                  |
| 1672 | Aarnoud van Overbeek, Raad van Justitie | 15          | 4.023.998                                                                  |
| 1673 | Abraham Huybertsz, schipper | 7           | 1.688.316                                                                  |
| 1674 | Nicolaas de Roy, Ziams opperhooft | 9           | 1.836.015                                                                  |
| 1675 | Cornelis Valkenier, koopman en hooft in Tonkin | 14          | 3.549.517                                                                  |
| 1676 | Nicolaas Verburg, directeur Generaal | 15          | 4.127.656                                                                  |
| 1677 | Gysbert David Strandwyk, gewezen vice president van Schepenen | 15          | 3.575.483                                                                  |
| 1678 | Constantyn Ranst, ordinair Raad | 11          | 2.459.738                                                                  |
| 1679 | Jacob van der Wayen, Raad van Justitie | 12          | 3.889.604                                                                  |
| 1680 | Sybrand Abbema, extraordinair Raad, en directeur van Suratte | 11          | 3.386.576                                                                  |
| 1681 | Ryklof van Goens de Jonge, extraordin.Raad | 13          | 5.110.897                                                                  |
| 1682 | Ryklof van Goens, de Oude, opperland Voogt van Indien | 8           | 2.987.190                                                                  |
| 1683 | Henrik van Outhoorn, opperkoopman | 10          | 4.901.847                                                                  |
| 1684 | Jorefas Vosch, command. van Jaffanapatam | 15          | 5.080.390                                                                  |
| 1685 | Mattheus van Lugtenburg, opperkoopman des Kaſteels | 14          | 4.193.729                                                                  |
| 1686 | Willem Carel Hartsing, president ор Mazulipatam | 16          | 5.568.644                                                                  |
| 1687 | Daniel Braams, Boekhouder generaal | 16          | 5.630.939                                                                  |
| 1688 | Jacob Coeper, command. van Java's Oostkust | 15          | 4.305.812                                                                  |
| 1689 | Robbert Padbrugge, extraordinair Raad, en landvoogt van Amboina | 15          | 3.092.896                                                                  |
| 1690 | Johan Parve, ontvanger Generaal | 16          | 3.839.468                                                                  |
| 1691 | Jan Speelman, commandeur | 8           | 2.400.104                                                                  |
| 1692 | Willem Kemp, schipper | 12          | 4.240.388                                                                  |
| 1693 | Johan van den Berg, koopman | 15          | 3.334.134                                                                  |
| 1694 | Henrik Pronk, schipper of commandeur | 11          | 2.988.926                                                                  |
| 1695 | Reynier de Vos, Schepen | 15          | 5.184.408                                                                  |
| 1696 | Jan de Wit, schipper | 12          | 3.532.243                                                                  |
| 1697 | Hendrik Pronk, commandeur | 19          | 5.410.517                                                                  |
| 1698 | Nicolaas Bichon, equipagiemeester | 19          | 5.373.250                                                                  |
| 1699 | Daniel Heinsius, extraordinair Raad, en vice president van de Raad van Justitie                                                                                                   | 18          | 5.321.289                                                                  |
| 1700 | Wouter Valkenier, ordinair Raad | 18          | 5.298.741                                                                  |
| 1701 | Cornelis Keleman, schipper | 20          | 6.293.702                                                                  |
| 1702 | Herman Voet, commandeur | 21          | 6.726.431                                                                  |
| 1703 | Jacobus Broech, equipagiemeester | 18          | 6.177.447                                                                  |
| 1704 | Adolf Winkeler, sergeant Majoor | 21          | 5.382.195                                                                  |
| 1705 | Gerard Henriksz, schipper | 18          | 4.003.357                                                                  |
| 1706 | Jan de Wit, equipagiemeester | 17          | 4.719.599                                                                  |
| 1707 | Meynard de Boer, commandeur | 15          | 4.248.431                                                                  |
| 1708 | Cornelis Jan Simons, extraordinair Raad, en landvoogt van Ceylon | 18          | 5.217.28                                                                   |
| 1709 | Ryklof Michaël van Goens, vicepresident van den Raad van Justitie | 18          | 5.477.439                                                                  |
| 1710 | Johan van Hoorn, algemeen opperlandvoogt van Indien | 21          | 5.732.997                                                                  |
| 1711 | Pieter de Vos, ordinaris Raad | 20          | 5.311.869                                                                  |
| 1712 | Pieter van Hoorn, opperkoopman | 21          | 6.111.822                                                                  |
| 1713 | Joannes van Steeland, extraordinair Raad | 17          | 4.084.643                                                                  |
| 1714 | Antoni Valkenier, opperkoopm. des kasteels | 21          | 5.260.127                                                                  |
| 1715 | Cornelis de Vlaming, baanmeester in Bengale | 27          | 7.730.000                                                                  |
| 1716 | Abrabam Douglas, algemeen bestierder van den handel van Indiën, of directeur Generaal                                                                                             | 28          | 6.825.290                                                                  |
| 1717 | Henrik Bekker, ordinair Raad en landvoogt van Ceylon | 29          | 7.299.511                                                                  |
| 1718 | Hayman de Laver, schipper | 24          | 7.175.000                                                                  |
| 1719 | Gerard van der Seyde, equipagiemeester | 30          | 8.352.000                                                                  |
| 1721 | Michiel Landsheer, Schipper | 26          | 7.600.000                                                                  |
| 1722 | Josef Lothen, Fiscaal independent | 34          | 10.235.000                                                                 |
| 1723 | N. de Haan, Schipper | 32          |                                                                            |
|      | dus | 1481 schep. | 351.683.268- 4-12½                                                         |

'Zoodat de inkoop van al deze vloten (met de 131 tonnen gouds der eerste dertien vloten) te zamen (buiten de laatste, die mij, wegens 't blijven van ettelijke schepen bij de kaap, nooit gebleken is) opgetrokken, een somma van drie honderd een en-vijftig millioenen, zes tonnen gouds drie-en-tachtig duizend twee honderd acht-en-zestig gulden, vier stuivers, twaalf en een halve penning beloopt.'